# تونی کانتو
تونی کانتو (اسپانیایی: Toni Cantó‎؛ زادهٔ ۱۴ ژانویهٔ ۱۹۶۵) سیاست‌مدار و بازیگر اهل اسپانیا است.
از فیلم‌ها یا برنامه‌های تلویزیونی که وی در آن نقش داشته‌است، می‌توان به زندگی جنون‌آمیز، ۷ زندگی و همه چیز درباره مادرم اشاره کرد.